# Bunaea
Bunaea este un gen de molii din familia Saturniidae. 

## Specii
- Bunaea alcinoe (Stoll, 1780)
- Bunaea aslauga Kirby, 1877
- Bunaea vulpes Oberthuer, 1916